# Involvulus
Genre
Involvulus est un genre d'insectes curculionoïdes de l'ordre des coléoptères (insectes possédant en général deux paires d'ailes incluant entre autres les scarabées, coccinelles, lucanes, chrysomèles, hannetons, charançons et carabes), de la famille des Attelabidae (ou des Rhynchitidae selon les classifications).

## Liste des sous-genres et espèces
Selon BioLib (21 aout 2021) :
- sous-genre Involvulus Schrank, 1798
  - Involvulus baojiensis Legalov, 2007
  - Involvulus cupreus (Linnaeus, 1758)
  - Involvulus cylindricollis (Schilsky, 1906)
  - Involvulus gemma (Semenov & Ter-Minasian, 1937)
  - Involvulus hartmanni Legalov, 2011
  - Involvulus yanmensis Legalov, 2009
- sous-genre Nepalorhynchites Legalov, 2007 
  - Involvulus ferox (Faust, 1898)
- sous-genre Parinvolvulus Legalov, 2003
  - Involvulus apionoides (Sharp, 1889)
  - Involvulus berezovskyi (Legalov, 2007)
  - Involvulus carinulatus (Voss, 1942)
  - Involvulus egenus (Voss, 1933)
  - Involvulus hauseri (Wagner, 1907)
  - Involvulus immixtus Voss, 1969
  - Involvulus legalovi Alonso-Zarazaga, 2011
  - Involvulus pilosus (Roelofs, 1874)
  - Involvulus placidus (Sharp, 1889)
  - Involvulus przhevalskyi (Legalov, 2007)
  - Involvulus schochrini (Legalov, 2007)
  - Involvulus zherichini Legalov, 2004
- sous-genre Teretriorhynchites Voss, 1938
  - Involvulus amabilis (Roelofs, 1874)
  - Involvulus dundai (Legalov, 2007)
  - Involvulus fulvihirtus (Voss, 1938)
  - Involvulus funebris (Sharp, 1889)
  - Involvulus hirticollis (Faust, 1882)
  - Involvulus icosandriae (Scopoli, 1763)
  - Involvulus kangdingensis (Legalov, 2007)
  - Involvulus kozlovi (Legalov, 2007)
  - Involvulus nigrocyaneus (Legalov, 2007)
  - Involvulus potanini (Legalov, 2007)
  - Involvulus pubescens (Fabricius, 1775)
  - Involvulus szechuanensis Voss, 1956
  - Involvulus xiahensis (Legalov, 2007)
  - Involvulus zhondiensis (Legalov, 2007)

Selon ITIS (21 aout 2021), espèce :
- Involvulus hirtus (Fabricius, 1801)